# Пересол
Пересол (укр.  Пересел) — село в Знаменском сельском совете
Нововодолажского района Харьковской области Украины.
Село упразднено в ? году.

## Географическое положение
Село Пересол находится недалеко от истоков реки Грушевая. На расстоянии в 1 км расположено село Манилы (Валковский район).

## История
- ? — село упразднено.

## Происхождение названия
В некоторых документах село называют Пересел.